# Cheryl Peasley
Cheryl Peasley, född 5 januari 1951, är en friidrottare från Australien. Hon deltog vid olympiska sommarspelen 1972.